# يوسف سبتي
يوسف سبتي (ولد في 24 فبراير 1943 بوديوس ببلدية الميلية ولاية جيجل وهو كاتب وشاعر وروائي جزائري شيوعي، يكتب باللغة الفرنسية. اغتيل يوسف سبتي يوم 28 ديسمبر 1993 بالحراش بغرفته بالطابق الأول من البناية الكائنة بالمزرعة النموذجية التابعة للمعهد الوطني للفلاحة، حيث وجد في اليوم الموالي مشنوقا على أرضية الغرفة وسط كتبه ولا يعلم أحد أسباب مقتله ان كان الإسلاميون أو النظام الذي كانت كتاباته لا تعجبه.

## سيرة
ترعرع في عائلة بسيطة وفقيرة حيث بدأ تعليمه الابتدائي بمسقط رأسه بمدرسة الميلية قبل أن ينتقل للثانوية الفرنسية الإسلامية بقسنطينة (حيحي المكي).
سنة 1963 التحق بالمعهد الوطني للفلاحة بالحراش (الجزائر العاصمة) ليواصل دراسته في مجال الزراعة حيث حصل على شهادة مهندس فلاحي سنة 1967.
وبعد تسجيله بكلية العلوم الإنسانية بالعاصمة حصل سنة 1970 على شهادة ليسانس في علم الاجتماع.
اشتغل يوسف سبتي مدرسًا بالمدرسة الجهوية للفلاحة بسكيكدة سنة 1968 قبل أن يعود سنة 1969 للمعهد الوطني للفلاحة بالحراش أستاذًا مساعدًا، حيث كرس جل أوقاته لمهام التدريس والبحث، فتولى وظائف منها أستاذ مساعد ثم أستاذ مكلف بالدروس، كما أشرف على عدة أنشطة علمية وثقافية بالمعهد، وهكذا أنشأ قسما للإرشاد الفلاحي بهدف إيجاد وسيلة اتصال مثلى بين عالم الريف والباحثين.
يعتبر شاعرا وكاتبا متميزا، حيث عرف عنه ولعه بعالم الإبداع الأدبي بشتى أنواعه، وهكذا شارك في تأسيس جمعية الجاحظية التي ترأسها الكاتب الكبير الطاهر وطار إلى غاية وفاته، حيث كان أمينا عاما بها، من جهة أخرى فقد ساهم أيضا في بعث وتأسيس عدة جمعيات ذات طابع علمي منها الجمعية الوطنية للثروات الجينية (ANPRG)، كما ترأس لجنة حكماء المعهد الوطني للفلاحة الذي كان هدفه تطوير الإنتاج الفلاحي وكان قدوة للكثير من الفلاحين الذين حمل همومهم معه.
تميز يوسف سبتي بشخصيته المتفردة ونشاطه الدؤوب وأفكاره الجريئة المتميزة، ساهم بالكتابة في العديد من المجلات العلمية والثقافية على المستوى الوطني والدولي.

## مؤلفاته
كان يكتب بالفرنسية
نشر ديوان شعر سنة 1981 بعنوان «الجحيم والجنون» L'Enfer et la folie.